# Ngọc Long, Lệ Giang
Huyện tự trị dân tộc Nạp Tây Ngọc Long (giản thể: 玉龙纳西族自治县; phồn thể: 玉龍納西族自治縣; Hán-Việt: Ngọc Long Nạp Tây tộc Tự trị huyện; bính âm: Yùlóng Nàxīzú Zìzhìxiàn; Tiếng Nạp Tây: Yulleq Naqxiceef Zeeqzheeqxail) là một huyện tự trị dân tộc thiểu số thuộc địa cấp thị Lệ Giang, tỉnh Vân Nam, Cộng hòa Nhân dân Trung Hoa. Diện tích huyện tự trị này là 6.521 km², dân số năm 2010 là 210.000 người. Chính quyền huyện đóng ở trấn Hoàng Sơn.

## Các đơn vị hành chính

### Trấn
- Hoàng Sơn (黄山镇)
- Lạp Thị (拉市镇)
- Bạch Sa (白沙镇)
- Minh Âm (鸣音镇)
- Phụng Khoa (奉科镇)
- Thạch Cổ (石鼓镇)
- Cự Điện (巨甸镇)

### Hương
- Thái An (太安乡)
- Long Bàn (龙蟠乡)
- Đại Cụ (大具乡)
- Bảo Sơn (宝山乡)
- Lỗ Điện (鲁甸乡)
- Tháp Thành (塔城乡)
- Cửu Hà Bạch tộc (九河白族乡)
- Thạch Đầu Bạch tộc (石头白族乡)
- Lê Minh Lật Túc tộc (黎明傈僳族乡)